# 神福港镇
神福港镇，是中华人民共和国湖南省株洲市醴陵市下辖的一个乡镇级行政单位。

## 行政区划
神福港镇下辖以下地区：
长沙岭社区、神福港社区、铁河口村、枫树山村、汤家坪村、西塘坪村、大溪龙村、筱溪冲村、龙虎村、下三洲村和转步村。